# Skidoo (Film)
Skidoo ist eine US-amerikanische Filmkomödie aus dem Jahre 1968 von Otto Preminger. Sie thematisiert satirisch und parodistisch Zeiterscheinungen jener Jahre wie Drogenkonsum und Hippietum, freie Liebe und Körpermalerei.

## Handlung
Der Vorspann des Films wird eingeleitet mit einer Animationssequenz, in der Regisseur Otto Preminger als glatzköpfige Comicfigur in gestreifter Häftlingskleidung mit einer Hippie-Blume herabsegelt und tanzt, während der Namenszug „Skidoo“ erscheint.
„Tough“ Tony Banks, ein Mob-Killer im Ruhestand, lebt in Dauerzwist mit seiner zänkischen Ehefrau Flo, wie gleich in den ersten Sequenzen des Films zu sehen ist. Er macht sich Sorgen um seine wohlgeformte und außerordentlich attraktive, blonde Tochter Darlene, die ihren neuen Freund, den langhaarigen Stash, im Hippie-Umfeld kennen gelernt hat und mit ihm und dessen gleichgesinnten Freunden sorglos in den Tag hineinlebt. Da platzen eines Tages Angie und Hechy herein, zwei Lakaien des großen Gangsterbosses, den alle nur „Gott“ nennen. „Gott“ hat einen letzten Auftrag für Banks: Er soll 'Blue Chip' Packard ermorden, ehe dieser vor der Kommission des US-Senats für Verbrechensbekämpfung gegen ihn aussagen kann. Nachdem ein alter Kumpel von ihm, der Berufsganove Harry, mit einem Loch im Kopf tot aufgefunden worden ist, entschließt sich der zunächst wenig begeisterte Tony, dem Big Boss lieber nicht zu widersprechen und lässt sich in Alcatraz einbuchten.
Dort wird unter der höchsten Sicherheitsstufe Packard in Gewahrsam gehalten. Während Banks mit Hilfe des Tüftlers und Establishment-Gegners Fred, genannt „der Professor“, versucht, an Packard ranzukommen, hat Tonys Frau Flo Stash und dessen Freunde eingeladen, während Tonys Abwesenheit bei ihr einzuziehen, da diese ohne festen Wohnsitz sind. Flo selbst begibt sich zu „Gotts“ Yacht, die in internationalen Gewässern ankert, da der Gangsterboss sich nirgendwo mehr sicher fühlt. Sie will den Mobster dazu überreden, den Tötungsauftrag, weswegen sich ihr Mann nach Alcatraz hat bringen lassen, wieder zurückzunehmen. Doch der denkt gar nicht daran, sondern bandelt lieber mit der über ein halbes Jahrhundert jüngeren Darlene an, die ihrer Mutter wenig später auf die Jacht gefolgt ist. Auch der sie begleitende Stash wird angebaggert – von „Gotts“ schwarzer Geliebten.
Nachdem Tony einsehen muss, dass er Packard nicht umbringen kann, schreibt er einen Brief an seine Frau mit der Nachricht, dass er wohl nie wieder hier herauskommen werde. Obwohl Fred „der Professor“ ihn davor warnt, den Umschlag mit der Zunge zu befeuchten, um ihn zu schließen, tut Banks genau dies. Der Klebestreifen ist mit LSD beschichtet, und bald hat Banks den außergewöhnlichsten Trip seines Lebens. Er ist bald so high, dass er komplett halluziniert. Wenig später geraten auch alle anderen Knastinsassen in einen LSD-Rausch. Wieder einigermaßen ernüchtert, planen Tony und Fred ihre Flucht aus Alcatraz. Aus Gefrierbeuteln und Mülleimern basteln sie einen behelfsmäßigen Ballon, mit dem sie aus dem Gefängnis entkommen.
Mit ihren Hippiefreunden im Rücken stürmt Flo Banks nun das Versteck von „Gott“, und auch der „Ballon“ mit Fred und Tony an Bord schwebt ein. Derart bedrängt, verkleidet er sich als Groucho Marx mit dessen typischen Insignien und versteckt sich erst einmal in einem Wandschrank der Jacht. Flo und Tony sinken sich in die Arme und testen als erstes das Bett in einer der diversen Jachtkabinen. Währenddessen traut der Skipper von „Gotts“ Jacht, Kapitän Garbaldo, den Kleingangster Angie und „Gotts“ schwarze Geliebte und hält dabei das berühmte Buch „The Death of God“ von Gabriel Vahanian in der Hand.

## Produktion
Der Film gilt als eine der absonderlichsten und skurrilsten, aber auch außerordentlich interessant besetzten Kinoproduktionen in der Geschichte Hollywoods und war stark von den gesellschaftlichen Umwälzungen und Studentenunruhen der westlichen Gesellschaften Ende der 60er Jahre geprägt. Thematisch eine Mischung aus Flower-Power-Happening, Singspiel und Gangsterkomödie auf Speed wartete Otto Premingers muntere Stilübung mit legendären Altstars in Gastrollen wie Peter Lawford, George Raft, Burgess Meredith, Cesar Romero und Groucho Marx auf. Für Marx sollte sein Unterweltboss, genannt „Gott“, der letzte Filmauftritt werden. Preminger soll, so berichten Quellen, auf die Idee zu diesem Filmstoff gekommen sein, nachdem er dank Timothy Leary mit LSD zu experimentieren begonnen hatte.
Der Film wurde in San Francisco (Außenaufnahmen) gedreht und am 19. Dezember 1968 uraufgeführt. Die deutsche Erstaufführung war am 11. Juli 1969. Hier lief der Film zum Teil auch als Skidoo – Ein Happening in Love.
Drei der im Film mitwirkenden Schauspieler – Romero, Meredith und Frank Gorshin – spielten kurz zuvor die Gegenspieler von Batman – den Pinguin, den Joker und den Riddler – in der gleichnamigen Fernsehserie.
Die Bauten zum Film entwarf Robert Emmet Smith, die Kostüme Rudi Gernreich. Chefkameramann Leon Shamroy hatte bereits zuvor für Preminger dessen Großproduktionen Porgy und Bess und Der Kardinal fotografiert. Er zeichnete auch für die psychedelischen Farbeffekte und kameratechnischen Einfälle wie beispielsweise Groucho Marx’ auf einer Schraube rotierenden Kopf verantwortlich.
Komponist Harry Nilsson singt im Abspann sämtliche Namen der am Film beteiligten.
Die in Skidoo auftauchenden Filmszenen mit John Wayne und Kirk Douglas stammen aus der Preminger-Inszenierung Erster Sieg von 1964. Auch ein anderer Hollywoodstar war optisch „anwesend“. In einer Szene mit den Hippies vor der Bürgermeisterin prangt im Hintergrund das Bildnis von Ronald Reagan. Der war im Jahr zuvor (1967) Gouverneur von Kalifornien geworden.

## Kritik
Der Film, wie Casino Royale ein völlig überdrehtes, typisches Zeitprodukt der ausgehenden 60er Jahre, überforderte das Gros der Kritiker und ließ diese ratlos bis verärgert zurück. Das Verrissspektrum reichte von „Unaussprechbar“ (Michael Billington von Illustrated London News) bis „abgrundtiefes Durcheinander“ (Leslie Halliwell in Halliwell‘s Filmguide). Auch wurde vielfach der Mangel an Humor und Spontaneität in Premingers Inszenierung kritisiert. Nachfolgend eine kleine Auswahl:
Roger Ebert stellt in seiner Kritik vom 27. Dezember 1968 fest: „Otto Preminger's „Skidoo“ fails mostly because it lacks spirit. It has everything else: An expensive production, a lot of good comedians, fetching music by Nilsson, even Groucho Marx. But the whole dead weight sits there; Preminger seems unable to invest his film with any lightness or spontaneity.“
Die New York Times schrieb in ihrer Ausgabe vom 6. März 1969: „The movie's almost complete lack of humor, its retarded contemporaneousness (much is made of hippies, pot and LSD), its sometimes beautiful and expensive-looking San Francisco locations, and its indomitable denial that disaster is at hand (apparent from almost the opening sequence)—all give the film an undeniable Preminger stamp.“
Das Lexikon des Internationalen Films mäkelte: „Unbedeutender Versuch einer Genreparodie aus der Spätzeit von Preminger.“
Der Movie & Video Guide schrieb: „Consequently, about one in a thousand will have the temperament to like this, everone else will sit there dumbstruck“.
Halliwell‘s Film Guide charakterisierte den Film wie folgt: „Abysmal mishmash wich top talent abused; clearly intendes as satirical Farce, but in fact one of the most woebegone movies ever made“.
In epd, Ausgabe 6/1994, war zu lesen: „1968, auch Hollywood konnte am Umbruch der Lebensstile nicht länger vorbeigehen, hat Otto Preminger diese skurrile Hippiekomödie in Eigenproduktion realisiert – ein Amalgam aus Gangsterstory und Familienmelodram, natürlich mit viel Musik. Da wird mal wieder ein braver Bürger, der wohlbeleibte Tony Banks (Jackie Gleason), von seiner gar nicht so bürgerlichen Vergangenheit eingeholt – einen letzten Dienst soll er den alten Kumpels von der Mafia noch erweisen: Mord an einem Aussteiger. Und auch Tochter Darlene (Alexandra Hay) mit glattgebügeltem Blondhaar, vorher eher wegen ihres langweiligen Hippie-Lovers im elterlichen Visier, gerät unweigerlich in die Fänge der Herren von der Firma. Doch dann kommt alles ganz anders... Hollywood goes on trip – und kann nichts Rechtes damit anfangen. Zwar sollen die Filmhippies echt sein und Preminger sich eigens zur Vorbereitung des Films einem Selbstversuch mit der Droge ausgesetzt haben (unter ärztlicher Aufsicht selbstverständlich!). Doch umsonst: Flower-Power, Bewußtseinserweiterung, freie Liebe - nicht mehr als modische Versatzstücke in einem mäßig komischen und als Gesamtfilm nicht besonders gelungenen gigantischen Comic strip; und für den schon reiferen Regisseur – Preminger war damals 62 – auch ein bereitwillig wahrgenommener Anlaß, viel blanke Damenhaut zu zeigen.“
In Films in Review heißt es: „Shamroy’s work on SKIDOO is in character with the rest of the film’s qualities – harsh, clumsy, humorless and off-putting. None of Preminger’s past skill at creating deft and poetic camera movement is in evidence here. The scenes just sit in front of you and rot, like a wide-screen TV show, overlit and flaccid, with the exceptional decent shot every now and then.“
Das große Personenlexikon des Films erinnerte im Eintrag von Otto Preminger daran, dass „das gesungene Gangster-Hippie-Happening „Skidoo““ ein prätentiöser Kassenflop war.
Jonathan Rosenbaum schrieb im Jahr 2011, dass der „kuriose“ Film heute wie damals als „leichte Komödie scheitere“, zugleich sei Premingers Film aber auch faszinierend und lohnenswert. Er habe eine „realistische Fantasie“ erschaffen, in der er ein komplexes und vielschichtiges Zeitbild von den USA während der Hippie-Ära entwerfe. Wie bei Premingers besten Filmen stehe in Skidoo die Instabilität und Konstruierbarkeit der verschiedenen Milieus, durch die sich seine Filme und seine Figuren bewegen, im Zentrum.